# Ajubidi
Ajubidi so bili muslimanska vladarska dinastija kurdskega porekla, ki je v 12. in 13. stoletju vladala v Egiptu, Siriji, Jemnu (razen gorovja na severu), Dijar Bakru, Meki, Hedžasu in severnemu Iraku. Od leta 1171 do 1250 so vladali tudi Egiptu, delu Egipta pa vse do leta 1252 ali 1254. 

## Saladin
Dinastijo Ajubidov je ustanovil Saladin (Salah ad-Din), ki je leta 1169 skupaj s stricem Širkuhom v imenu zengidskega kralja Nur ad-Dina iz Damaska osvojil Egipt. Dinastija je dobila ime po Saladinovemu očetu, Najm ad-Din Ajubu. 
Leta 1171 je Saladin v Egiptu odstavil zadnjega fatimidskega kalifa in se postopoma osamosvojil od svojega prejšnjega vladarja Nur ad-Dina. Ko je Nur ad-Din leta 1174 umrl, je Saladin napovedal vojno njegovemu sinu Ismailu as-Salihu in zavzel Damask. Ismail je pobegnil v Alep, kjer se je upiral Saladinu, dokler ga niso leta 1181 umorili. Po njegovi smrti je Saladin prevzel oblast v skoraj vsej Siriji in osvojil severno Mezopotamijo. Zengidi iz Mosula in Sindžarja ter Artukidi iz Mardina in Diyarbakırja so postali njegovi vazali. Osvojil je tudi Hedžas in Jemen. Njegov največji uspeh je bil vsekakor poraz križarske vojske v bitki pri Hattinu in osvojitev Jeruzalema leta 1187. Do konca leta je osvojil skoraj celo Jeruzalemsko kraljestvo razen Tira, ki ga je spretno branil Konrad Montferraški. 
Po nizu bleščečih zmag se je Saladin soočil s prihodom nove križarske vojske iz zahodne Evrope. Začela se je tretja križarska vojna, ki so jo vodili trije veliki evropski vladarji: cesar Svetega Rimskega cesarstva Friderik Barbarossa, francoski kralj Filip Avgust in angleški kralj Rihard Levjesrčni. Friderik je po poti umrl, ostanek križarske vojske pa je začel oblegati Akko in jo leta 1191 ponovno osvojil. Združena križarska vojska pod enotnim poveljstvom Riharda Levjesrčnega je v bitki pri Arsufu porazila Saladinovo vojsko, v notranjost njegovega ozemlja pa ni uspela prodreti. Rihard je zato leta 1192 s Saladinom podpisal mirovno pogodbo, s katero je dobil nazaj Jeruzalemsko kraljestvo in pas sredozemske obale med Jafo in Bejrutom. 
Podpis mirovne pogodbe je bilo zadnje veliko Saladinovo dejanje, ker je naslednje leto (1193) umrl.

## Obdobje po Saladinovi smrti
Saladin v času svojega vladanja ni ustanovil centraliziranega cesarstva, ampak je ozemlje razdelil na dedne kneževine. V severni Mezopotamiji (Al Jazīrah) in Transjordaniji je vladal brat Al-Adil, v Jemnu brat Togtekin, v Baalbeku in Hamahu njegovi nečaki, v Homsu pa Širkuhovi nasledniki. Ostanek cesarstva se je po Saladinovi smrti razdelil med njegove tri sinove: najstarejši sin Al-Afdal je dobil Damask in je poskušal nadvladati svoja brata, drugi sin Al-Aziz je dobil Egipt, tretji sin Al-Zahir pa Alep.
Sinovi se kmalu začeli prepirati zaradi delitve cesarstva. Al-Aziz in Al-Zahir nista hotela priznati suverenosti starejšega brata, istočasno pa so ajubidski vazali na severu, Zengidi in Ortokidi, zahtevali svojo neodvisnost in ponovno vzpostavitev vladavine Zengidov. Saladinov zviti brat Al-Adil je te poskuse sicer zatrl, toda stanje na severu je ostalo zelo nestabilno. 
Odnosi med Al-Azizom in Al-Afdalom so medtem dosegli kritično točko. Leta 1194 je Al-Aziz napadel Sirijo in prišel do Damaska. Al-Afdal je poklical na pomoč strica Al-Adila, ki je posredoval v sporu med bratoma in nazadnje so se dogovorili, da bo Al-Aziz je dobil Judejo, Al-Zahir pa Latakijo, oba pa bi morala priznati suverenost starejšega brata. Dogovor ni trajal dolgo. Leta 1195 je al-Aziz ponovno napadel Sirijo in al-Adil je ponovno prišel reševat Al-Afdala. Al-Aziza so prisilili, da se je umaknil v Egipt, toda Al-Adil je preprečil poskuse, da bi njegov nečak AL-Zahir osvojil Egipt zase. Al-Adilova podpora Al-Afdalu je kmalu prenehala, ker je Al-Afdalovo nekompetentno vladanje povzročilo nezadovoljstvo v državi. Namesto z njim se je povezal z Al-Azizom. Leta 1196 sta skupaj osvojila Damask in izgnala Al-Afdala v Salhad v Huranu. Al-Aziza so priznali za poglavarja dinastije, Ad-Adil pa je dobil Damask.
Novembra 1198 je Al-Aziz v nezgodi na lovu umrl. Nasledil ga je najstarejši sin Al-Mansur, ki je imel komaj dvanajst let. Al-Azizove ministre so skrbele Al-Adilove ambicije po oblasti, zato so pozvali Al-Afdala, naj vlada kot regent Egipta v imenu svojega mladega nečaka. Na začetku naslednjega leta, medtem ko je Al-Adil na severu dušil vstajo Ortokidov, sta se Al-Afdal in az-Zahir povezala proti njemu, pridružila pa se jima je tudi večina ajubidskih plemičev. Al-Adil se je takoj vrnil v Damask in poveljevanje v bojih proti Ortokidom prepustil sinu Al-Kamilu. 
Vojska njegovih sovražnikov je šest mesecev oblegala Damask. Al-Adil je ta čas spretno izkoristil za to, da je premagal večino privržencev svojih nečakov. Ko se je sin Al-Kamil januarja 1200 s svojo vojsko končno vrnil v Damask, sta se Al-Afdal in AL-Zahir umaknila. 
Al-Adil je po zmagi napadel Egipt in prisilil Al-Afdala, da se je ponovno umaknil v Salhad. Kmalu po prevzemu oblasti v Egiptu ga je na severu spet napadel AL-Zahir, ki se je ponovno združil z Al-Afdalom. Al-Adilu je uspelo svoja sovražnika spreti in ju nazadnje popolnoma pokoriti. Konec leta 1201 so se dogovorili, da bo Al-Zazir obdržal Alep, Al-Afdal bo dobil Majafarakin na severu, mladi Al-Mansur pa se je moral zadovoljiti z Edeso. Egipt, Damask in večina severne Mezopotamije so bili pod Al-Adilovo neposredno oblastjo. Guvernerji pokrajin so bili njegovi sinovi Al-Kamil, Al-Mu'azzam in Al-Ašraf. Al-Adil je tako ponovno vzpostavil enotnost Ajubidskega cesarstva.
Do novih notranjih razprtij je prišlo po Al-Adilovi smrti leta 1218 in ponovno po smrti njegovega sina Al-Kamila leta 1238, vendar je ajubidska država navzven kljub temu ostala zelo trdna.
Leta 1250 so ubili zadnjega ajubidskega sultana Egipta Turanšaha. Zamenjal ga je njegov mameluški suženj-general Aibek, ki je osnoval dinastijo Bahrijev.
Ajubidi so še naprej vladali v Damasku in Alepu vse do leta 1260, ko so jih pregnali Mongoli. Še istega leta so Mongole v bitki pri Ain Jalutu premagali Mameluki in nato osvojili večino Sirije. Lokalne dinastije Ajubidov so še kakšnih sedemdeset let vladale v delih Sirije (Hamāh) in se po letu 1334 zlile z lokalnim prebivalstvom.